# Cistus rodiei
Cistus rodiei är en solvändeväxtart som beskrevs av Verguin. Cistus rodiei ingår i släktet Cistus och familjen solvändeväxter. Inga underarter finns listade i Catalogue of Life.